# Cramerton
Cramerton és una població dels Estats Units a l'estat de Carolina del Nord. Segons el cens del 2000 tenia 2.976 habitants.

## Demografia
Segons el cens del 2000, Cramerton tenia 2.976 habitants, 1.169 habitatges i 859 famílies. La densitat de població era de 321 habitants per km².
Dels 1.169 habitatges en un 35,4% hi vivien nens de menys de 18 anys, en un 60,7% hi vivien parelles casades, en un 9,8% dones solteres, i en un 26,5% no eren unitats familiars. En el 22,2% dels habitatges hi vivien persones soles el 10% de les quals corresponia a persones de 65 anys o més que vivien soles. El nombre mitjà de persones vivint en cada habitatge era de 2,54 i el nombre mitjà de persones que vivien en cada família era de 2,97.
Per edats la població es repartia de la següent manera: un 25,9% tenia menys de 18 anys, un 5,8% entre 18 i 24, un 31,7% entre 25 i 44, un 25,1% de 45 a 60 i un 11,5% 65 anys o més.
L'edat mediana era de 37 anys. Per cada 100 dones de 18 o més anys hi havia 88,1 homes.
La renda mediana per habitatge era de 47.610 $ i la renda mediana per família de 56.071 $. Els homes tenien una renda mediana de 37.679 $ mentre que les dones 27.330 $. La renda per capita de la població era de 25.503 $. Entorn del 3,3% de les famílies i el 4,9% de la població estaven per davall del llindar de pobresa.

## Poblacions més properes
El següent diagrama mostra les poblacions més properes.